# STS-47
STS-47, voluit Space Transportation System-47, was een spaceshuttlemissie van de Endeavour. Tijdens de missie werden verschillende experimenten uitgevoerd in de Spacelab module. Mamoru Mohri werd de eerste Japanse astronaut aan boord van een spaceshuttle.

## Bemanning
| Positie            | Lancering                       | Landing                         |                                 |
| ------------------ | ------------------------------- | ------------------------------- | ------------------------------- |
| Bevelhebber        | Robert Gibson 4e ruimtevlucht   | Robert Gibson 4e ruimtevlucht   |                                 |
| Piloot             | Curtis Brown 1e ruimtevlucht    | Curtis Brown 1e ruimtevlucht    |                                 |
| Missiespecialist 1 | Mark Lee 2e ruimtevlucht        | Mark Lee 2e ruimtevlucht        |                                 |
| Missiespecialist 2 | Jerome Apt 2e ruimtevlucht      | Jerome Apt 2e ruimtevlucht      | Jerome Apt 2e ruimtevlucht      |
| Missiespecialist 3 | Nancy Jan Davis 1e ruimtevlucht | Nancy Jan Davis 1e ruimtevlucht | Nancy Jan Davis 1e ruimtevlucht |
| Missiespecialist 4 | Mae Jemison 1e ruimtevlucht     | Mae Jemison 1e ruimtevlucht     | Mae Jemison 1e ruimtevlucht     |
| Ladingspecialist 1 | Mamoru Mohri 1e ruimtevlucht    | Mamoru Mohri 1e ruimtevlucht    | Mamoru Mohri 1e ruimtevlucht    |

## Media

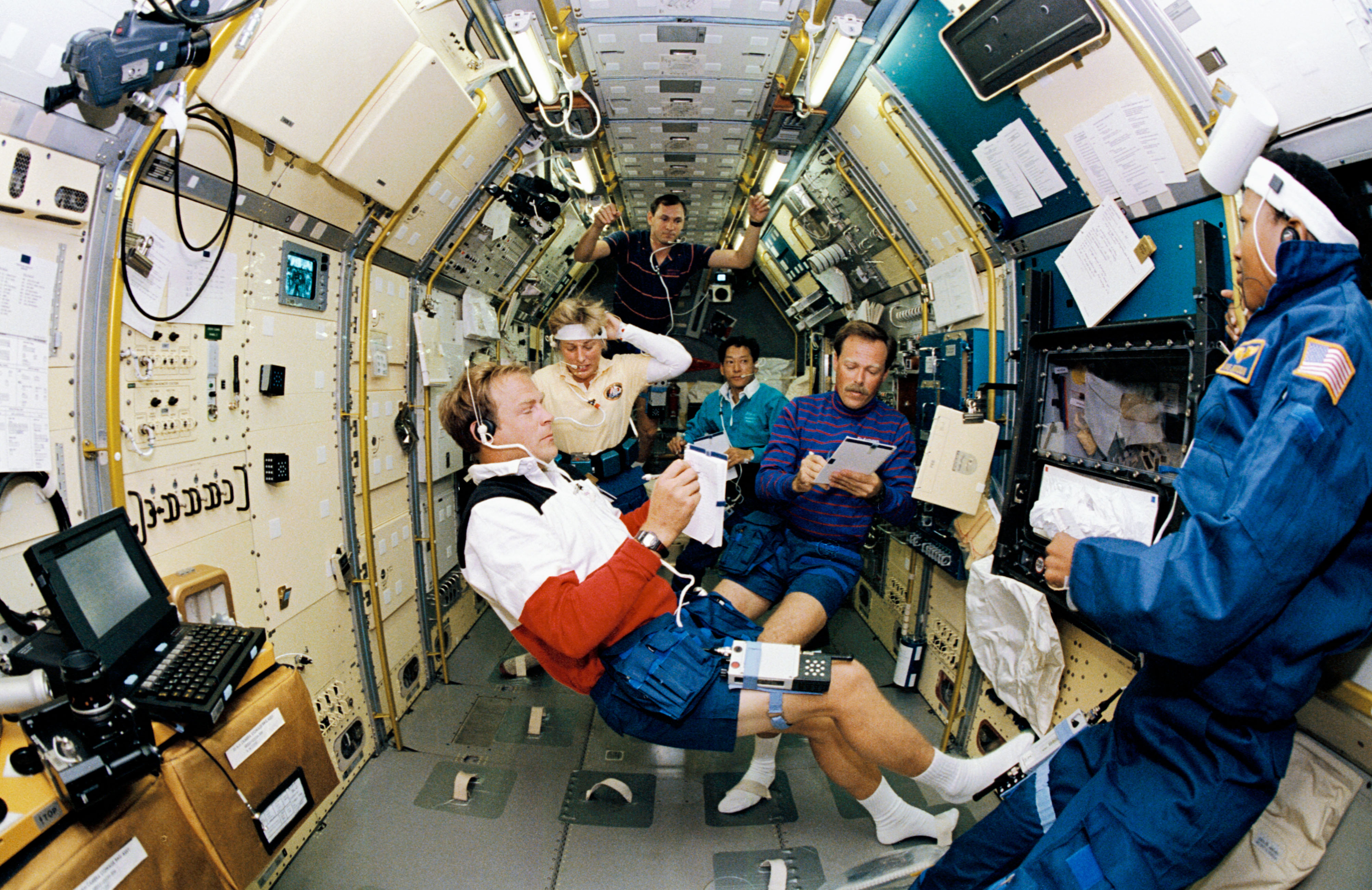
Bemanningsleden in de Spacelab module
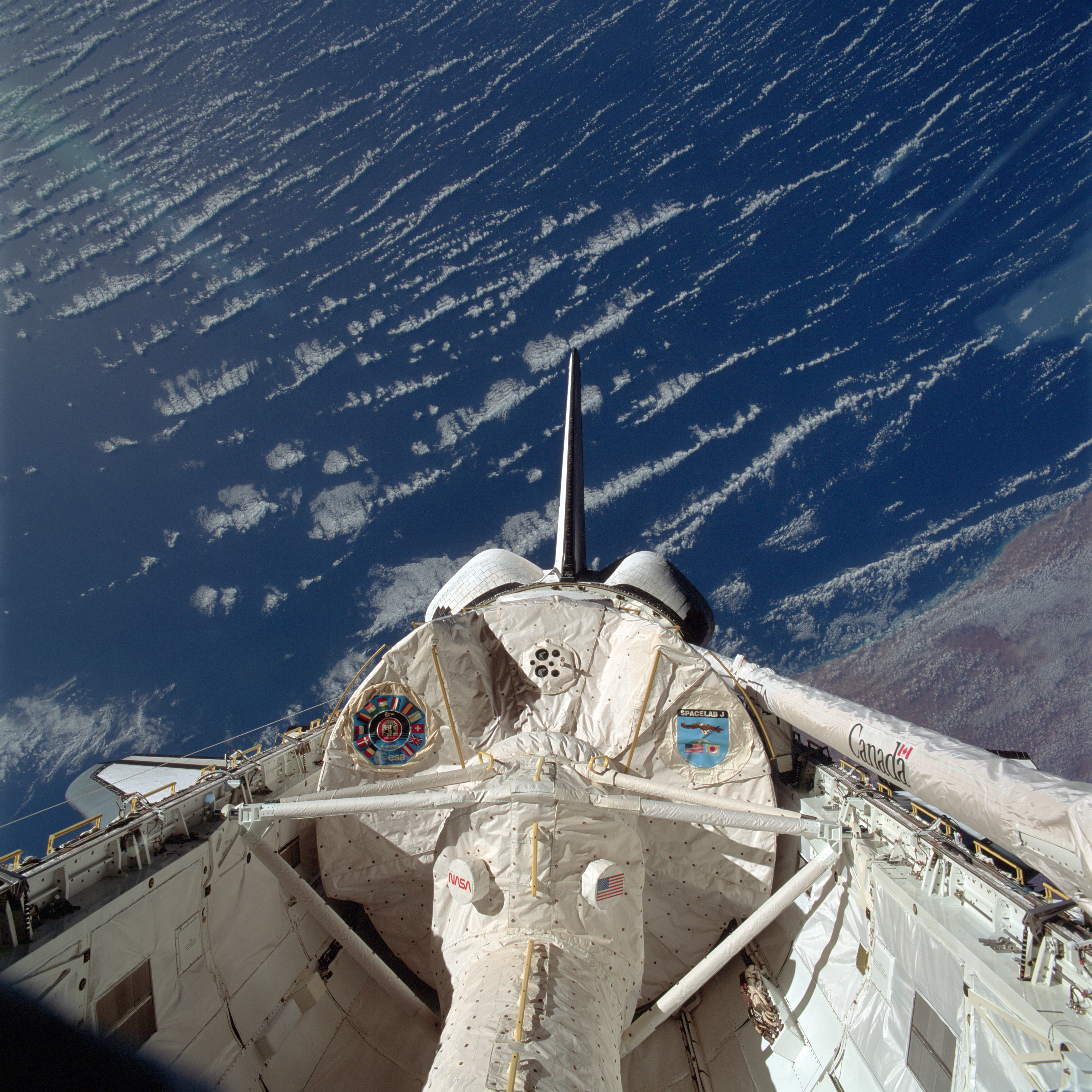
Endeavour en de Spacelab module

STS-49 · STS-47 · STS-54 · STS-57 · STS-61 · STS-59 · STS-68 · STS-67 · STS-69 · STS-72 · STS-77 · STS-89 · STS-88 · STS-99 · STS-97 · STS-100 · STS-108 · STS-111 · STS-113 · STS-118 · STS-123 · STS-126 · STS-127 · STS-130 · STS-134